# 今泉みね
今泉 みね（いまいずみ みね、1855年4月19日（安政2年3月3日） - 1937年（昭和12年）4月10日）は、蘭学者桂川甫周（7代目）の娘。晩年に口述による自叙伝『名ごりの夢』を残した。

## 生涯
安政2年（1855年）3月3日ごろ、桂川甫周・久邇夫妻の次女として、江戸築地中通り（現在の東京都中央区築地1丁目10番地）に生まれる。父の交友関係から、幼い頃より著名人との交わりを持っていた。14歳（数え年、以下同）の時に徳川幕府の「瓦解」に遭遇する。
1873年（明治6年）、石井謙道の仲介で、司法省出仕の官吏今泉利春に嫁ぐ。佐賀藩出身の利春は、1874年（明治7年）に司法省を辞職して代言人（弁護士）となり、西南戦争に際して投獄されるなど、波乱の人生であった。利春は1886年（明治19年）検事に任官するが、1894年（明治27年）病死。みねは40歳で寡婦となった。
みねが孫らに語る形で記された聞き書き『名ごりの夢』は、息子の今泉源吉の求めによって口述されたもので、1935年（昭和10年）から1937年（昭和12年）4月まで、源吉が刊行していた文学雑誌『みくに』に毎号寄稿された。幕末から明治初年にかけての桂川家とその周辺の人々、江戸の町の様子を活写している。
1937年（昭和12年）4月10日、鎌倉の自宅で死去、享年83。

## 家族
父の桂川甫周（国興）は、幕府奥医師の頂点である法眼を務めた桂川家の7代目当主。その父の甫賢（国寧）とともに『和蘭字彙』の編集を行った人物である。みねの父方の叔父・叔母には、桂川家8代目当主となった桂川甫策、江戸城大奥に奉公した桂川てや、幕府陸軍副総裁を務めた藤沢次謙らがいる。
母は浜御殿奉行木村又助喜彦の娘・久邇であるが、みねを生んで間もなく早世している。咸臨丸船長を務めたことで知られる木村摂津守喜毅は、みねの母方の叔父にあたる。
夫の今泉利春は佐賀藩出身。明治政府においては江藤新平・大隈重信・副島種臣らと親交があった。西南戦争では西郷隆盛に呼応して投獄されたこともある行動派の官吏であった。
家督を継いだ三男の今泉源吉は、『蘭学の家 桂川の人々』（篠崎書林、1965年 - 1969年、全3巻）を著し、桂川家とその交友関係を綴っている。『名ごりの夢』の口述を勧め、出版したのは源吉である。
甫周の長女は早世しており、男子はいなかった。桂川家の関係文書はみねを通じて今泉家に伝わり、1988年に早稲田大学に寄贈されて「桂川今泉文庫」となった。

## 名ごりの夢
『名ごりの夢』（なごりのゆめ）は、今泉みねによる口述自叙伝。息子の今泉源吉の求めによって口述されたもので、みねが81歳であった1935年（昭和10年）から1937年（昭和12年）4月まで文学雑誌『みくに』に毎号寄稿された。みねの没後、1940年暮れに「みくに社」から自家版として刊行、1941年10月に長崎書店から公刊された。
- 『名ごりの夢―蘭医桂川家に生れて』（平凡社東洋文庫、1963年12月／平凡社ライブラリー、2021年11月）、解説金子光晴
  - 麻生美代子朗読『名ごりの夢』 平凡社カセットライブラリー、1989年

## エピソード
- 幼いころのみねは、父の話を聞く洋学者の足袋の穴に、松葉10本ばかりを束ねたもので突くいたずらをしていた。桂川家出入りの洋学者の間では「桂川の松葉攻め」と有名になった。「松葉攻め」を受けた学者の中には福澤諭吉も含まれている[8]。